# شتوروفو
شتوروفو (بالإنجليزية: Štúrovo)‏ هي بلدة و municipality of Slovakia تقع في سلوفاكيا في Nové Zámky District.[بحاجة لمصدر] يقدر عدد سكانها بـ 11,172 نسمة .

## المدن التوأمة
مدن ازترغوم، برونتال، كاستلارانو، Baraolt، Novi Bečej و Gmina Kłobuck هي مدن توأمة لـشتوروفو.

## أعلام
- زانيتا توثوفا
- فيكتوريا أوجونتويي